# Plectranthus alloplectus
Plectranthus alloplectus là một loài thực vật có hoa trong họ Hoa môi. Loài này được S.T.Blake miêu tả khoa học đầu tiên năm 1971.